# Медоу-В'ю-Еддішен (Південна Дакота)
Медоу-В'ю-Еддішен (англ. Meadow View Addition) — переписна місцевість (CDP) в США, в окрузі Міннігага штату Південна Дакота. Населення — 531 особа (2020).

## Географія
Медоу-В'ю-Еддішен розташований за координатами 43°37′25″ пн. ш. 96°42′4″ зх. д. / 43.62361° пн. ш. 96.70111° зх. д. (43.623719, -96.701221).  За даними Бюро перепису населення США в 2010 році переписна місцевість мала площу 2,81 км², з яких 2,81 км² — суходіл та 0,00 км² — водойми.

## Демографія
Згідно з переписом 2010 року, у переписній місцевості мешкало 538 осіб у 220 домогосподарствах у складі 150 родин. Густота населення становила 192 особи/км².  Було 225 помешкань (80/км²).
Расовий склад населення:
| - 87,9 % — білих - 2,4 % — азіатів - 1,5 % — корінних американців - 0,4 % — чорних або афроамериканців - 4,1 % — осіб інших рас |

До двох чи більше рас належало 3,7 %. Частка іспаномовних становила 7,4 % від усіх жителів.
За віковим діапазоном населення розподілялося таким чином: 23,6 % — особи молодші 18 років, 64,1 % — особи у віці 18—64 років, 12,3 % — особи у віці 65 років та старші. Медіана віку мешканця становила 39,0 року. На 100 осіб жіночої статі у переписній місцевості припадало 107,7 чоловіків;  на 100 жінок у віці від 18 років та старших — 104,5 чоловіків також старших 18 років.
Середній дохід на одне домашнє господарство  становив 62 629 доларів США (медіана — 62 375), а середній дохід на одну сім'ю — 75 639 доларів (медіана — 66 181). Медіана доходів становила 43 125 доларів для чоловіків та 24 200 доларів для жінок. За межею бідності перебувало 7,3 % осіб, у тому числі 0,0 % дітей у віці до 18 років та 23,4 % осіб у віці 65 років та старших.
Цивільне працевлаштоване населення становило 247 осіб. Основні галузі зайнятості: освіта, охорона здоров'я та соціальна допомога — 21,1 %, роздрібна торгівля — 19,8 %, транспорт — 15,8 %.